# Distrikt El Alto
Der Distrikt El Alto liegt in der Provinz Talara der Region Piura in äußersten Nordwesten von Peru. Der Distrikt wurde am 17. März 1955 gegründet. Er hat eine Fläche von 491,33 km². Beim Zensus im Jahr 2017 wurden 8316 Einwohner gezählt. Im Jahr 1993 lag die Einwohnerzahl bei 7082, im Jahr 2007 bei 7137. Verwaltungssitz des Distriktes ist die 2,3 km von der Küste entfernte 275 m hoch gelegene Kleinstadt El Alto mit 8016 Einwohnern (Stand 2017).

## Geographische Lage
Der Distrikt El Alto liegt an der Pazifikküste und erstreckt sich über eine wüstenhafte Landschaft. Der Distrikt hat eine 12 km lange Küstenlinie und reicht bis zu etwa 27 km ins Landesinnere. Der Hauptort El Alto befindet sich 120 km nordwestlich der Regionshauptstadt Piura. Im Norden grenzt der Distrikt El Alto an den Distrikt Los Órganos, im Osten an den Distrikt Marcavelica (Provinz Sullana), im Südosten an den Distrikt Pariñas sowie im Süden an den Distrikt Lobitos.